# Эдвардс, Кеннет (тхэквондист)
Кеннет Эдвардс (англ. Kenneth Edwards, род. 30 декабря 1985) — ямайский тхэквондист, участник Олимпийских игр 2012 года.

## Карьера
В 2012 году на Олимпийских играх в весовой категории свыше 80 кг в первом же круге он уступил китайцу Лю Сяобо.